# ثانوية الفتح
ثانوية الفتح بلفرنسية (Lycée El Feth) هي عبارة عن مدرسة عامة حكومية غير ربحية تقع في ولاية البليدة, الجزائر , يعود تاريخ بنائها إلى 1864 , حيث كان المبنى مستشفى للإستعمار الفرنسي،يعود تاريخ تحويلها إلى الحقبة الاستعمارية 1912، أين كانت آنذاك مدرسة عليا للإناث إلى غاية سنة 1984  حيث أصبحت تستقبل جنس الذكور أيضا ، وبعد الاستقلال حافظت السلطات الجزائرية على هذا المرفق التربوي، وبقيت الثانوية التي تخرج منها إلى اليوم مئات الآلاف من التلاميذ، منهم شهداء بالمنطقة ومجاهدين وشخصيات وسياسيين ودبلوماسيين جزائريين.
وخصصت السلطات المحلية حسب مدير السكن ولاية البليدة مبلغ مالي لترميم ثانوية الفتح على غرار ثانوية ابن رشد، حيث رصد للفتح مبلغ 23 مليار سنتيم، وبعد إعادة تقويم المشروع ارتفع المبلغ إلى 34 مليار سنتيم، ولبست الثانوية بعد إعادة فتحها حلة جديدة، دون أن تتخلى عن طابعها المعماري القديم، حيث تتوفر على 35 قاعة للتدريس و06 مخابر علوم الأحياء والفيزياء، إلى جانب مخبرين للإعلام الآلي، ومكتبة، وقاعة للأساتذة، و07 سكنات إلزامية، ويقدر عدد التلاميذ المتمدرسين فيها ب 1057تلميذ، كما تتربع الثانوية على مساحة إجمالية تقدر 12700متر مربع، والمساحة المبنية تقدر ب4700 متر مربع.
والمميز بالنسبة لهذه الثانوية العريقة هو نمطها العمراني وصلابة إنجاز المبنى، حيث تمتاز بقاعاتها الواسعة وفناؤها الذي تغطيه الأشجار، ويبقى هذا النمط العمراني شاهد على فترة زمنية مرت عبرها المنطقة، والتي تختلف كثيرا عن هذا الزمن، من حيث النمط العمراني أو طريقة الإنجاز.

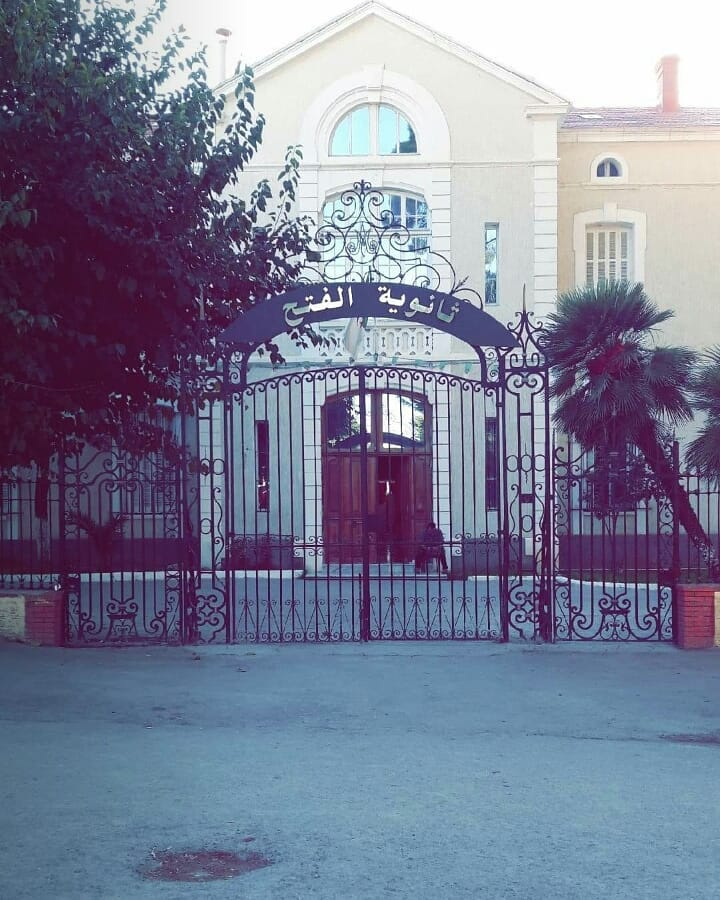
صورة للمدخل الأمامي لثانوية الفتح